# خوزه لوئیس مونتس
خوزه لوئیس مونتس (انگلیسی: José Luis Montes; ۱۰ اوت ۱۹۵۶ – ۱۸ اوت ۲۰۱۳) بازیکن فوتبال بود.
از باشگاه‌هایی که در آن بازی کرده‌است می‌توان به باشگاه فوتبال دپورتیوو لاکرونیا اشاره کرد.